# Samuel Nakielski
Samuel Nakielski (weltlicher Name Andrzej, * 1584 in Lelow, Kleinpolen; † 12. Januar 1652) war ein Chorherr und Priester in Polen.

## Leben
Samuel Nakielski stammte aus einer Adelsfamilie in Kleinpolen. Schon in jungen Jahren beschäftigte er sich mit dem Studium der Poesie, Philosophie, Rhetorik und Geschichte. Er studierte an der Akademie in Krakau und erwarb mit 18 Jahren den Grad eines Baccalaureus. Mit 27 Jahren trat er dem Orden der Chorherren vom Heiligen Grab in Miechów ein und wurde im darauffolgenden Jahr Kaplan in Gnesen. Mit 33 Jahren wurde Samuel Nakielski Propst der St.Hedwigs-Kirche in Krakau.
1626 reiste Nakielski nach Rom, wo er zum Doktor der Theologie promovierte. Er besuchte verschiedene italienische Städte wie Ferrara und Bologna und fuhr durch Kärnten, die Steiermark, Mähren und Schlesien. 1651 starb er.

## Schriften
Samuel Nakielski hat zwei Bücher zur Geschichte des Ordens der Chorherren vom Heiligen Grab und über deren wichtigstes Kloster in Polen, in Miechów, geschrieben.
- De sacra antiquitate et statu Ordinis Canonici Custodum Sacrosancti Sepulchri Domini Hierosolymitani. Cracoviae 1625.
- Miechovia, sive Promptuarium antiquitatum monasterii Miechoviensis.  Cracovia 1634.